# Леслі Ірвайн
Леслі Ірвайн (англ. Leslie Irvine, нар. 23 червня 1958, Деррі) — колишній північноірландський футбольний суддя, арбітр міжнародної категорії з 1990 до 2003 року. Він пішов у відставку наприкінці 2003 року, у 45 років, після чого став працювати інструктором арбітра.

## Кар'єра
Він працював на таких великих змаганнях [Архівовано 3 березня 2016 у Wayback Machine.] :
- Молодіжний чемпіонат світу 1991 (2 гри)
- Юнацький чемпіонат світу 1995 (4 матчі, включаючи фінал)
- Фінал Кубка Інтертото 1998 (фіналу)
- Чотири фінали Кубка Північної Ірландії.